# Acacia colletioides
Acacia colletioides é uma espécie de leguminosa do gênero Acacia, pertencente à família Fabaceae.